# Amplia Infrastructures
Amplia Infrastructures è una società italiana del Gruppo ASPI, leader in Italia nella realizzazione di infrastrutture complesse.

## Storia
La società nasce il 4 maggio 1970 come COSAT - Costruzioni Stradali Asfalti S.p.A. all'interno del Gruppo Todini. Nel 1981 Italstrade (Gruppo IRI) acquista il 60% del pacchetto azionario di COSAT. Il 12 dicembre 1983 l'azienda viene ridenominata Pavimental S.p.A. e guidata dall'ing. Romano Foschi. Nel 1984 viene inquadrata sotto il gruppo IRI-Italstat, cambiando denominazione in Pavimental S.p.A.. Nel 1991 viene assegnata ad Iritecna e nel 1994 diventa di proprietà di Fintecna. Nel 1996 viene ceduta per il 52% ad Autostrade S.p.A. che nel 1999 sarà privatizzata. Nel settembre 2022 viene nuovamente rinominata, questa volta in Amplia Infrastructures S.p.A..

## Attività
Pavimental nel 2009 ha ottenuto appalti dalla capogruppo per un totale di 670 milioni di euro, tra cui la realizzazione delle Terze Corsie della A9, dei tratti Fano-Senigallia, Rimini-Cattolica (I Stralcio) della A14, del tratto Fiano Romano-Settebagni dell'A1 e la costruzione del proseguimento della A12 Rosignano Marittimo - San Pietro in Palazzi. Inoltre sta erogando prestazioni sulla autostrada A4 della Polonia e negli aeroporti di Cagliari, Pisa, Palermo e Roma.

## Dati finanziari
Nel 2008 Pavimental ha fatturato 363.75 milioni, Ebit di 11.94 milioni, utili per 1.25 milioni.
Nel 2020 Pavimental ha fatturato 498,120 milioni e avuto perdite per 4,928 milioni di euro.